# Carl Fredrik Bergstedt
Carl Fredrik Bergstedt, född 24 juli 1817 i Lillkyrka församling, Örebro län, död 26 januari 1903 i Kristbergs församling, Östergötlands län, var en svensk orientalist, bruksägare, publicist och riksdagsman.
Bergstedt var bror till lantmätaren Johan August Bergstedt och far till biblioteksmannen Jakob Bergstedt.

## Docent i grekisk litteratur och översättare från sanskrit
Bergstedt blev 1836 student vid Uppsala universitet, 1842 filosofie magister och 1843 docent i grekiska litteraturen, från vilket ämne han dock övergick till sanskrit och avestiska. Inom sistnämnda vetenskapsgrenar var han en av de tidigaste forskarna i Sverige, och han företog 1846–1848 en längre resa för att ytterligare utbilda sig i de österländska språken. Han utgav också flera översättningar från sanskrit, "Sāvitrī" och andra episoder ur "Mahabarata, Vikrama och Urvasi".

## Tidskriftsmedarbetare och redaktör
Av nog så stor betydelse var emellertid Bergstedts verksamhet som medarbetare i och tidtals redaktör av dåtidens uppsaliensiska tidskrifter. Så utgav han 1844–1846 och 1849–1850 "Frey" samt 1851 "Tidskrift för litteratur". Hans bidrag till dessa tidskrifter fick efter vistelsen i utlandet, speciellt England, ett starkt praktiskt tycke.

## Förespråkare för medborgerlig kultur och bildning
Bergstedt uppträdde målmedvetet som motståndare till den i Uppsala härskande efterromantiska "esteticismen" samt blev förespråkare för medborgerlig, nyttig, praktisk kultur och bildning efter engelskt mönster, för medborgerlighetens tillgodogörande i kommunen, för en filantropi, byggd ej på nådegåvans, utan på den ömsesidiga nyttans ståndpunkt, för praktisk folkundervisning, kvinnobildning, frihet i religiöst avseende osv. I litterärt avseende utvecklade han realismens program, protesterade mot subjektivismen hos romantiken och dess efterdröjare och mot ensidig konstförgudning samt drog ur sedlighetens synpunkt i härnad mot vad han kallade "den usla litteraturen".

## Huvudredaktör för Aftonbladet
Bergstedts verksamhet som tidskriftsutgivare fäste vid honom allmän uppmärksamhet, och då Lars Johan Hierta tröttnade i Aftonbladets ledning, blev Carl Bergstedt 1852 huvudredaktör och utgivare av Aftonbladet ("Magistrarnas aftonblad"), en befattning, som han innehade i fyra år. Han fullföljde där den bana han förut slagit in på, kämpade för övrigt nog så mycket för den individuella friheten som för de abstrakta rättigheterna och slog särskilt kraftiga slag för den religiösa friheten mot gällande tvångslagar, för skatteförenkling, reformer i brännvins- och tullagstiftning m.m. Orsaken till hans avgång i december 1855 berodde på misshälligheter inom redaktionen, vållade av meningsskiljaktigheter i avseende på Sveriges utrikespolitik under Krimkriget.

## Bruksägare, jordbrukare och kommunalman
Efter avgången från Aftonbladet försvann Bergstedt för ett antal år från det offentliga livet och verkade som bruksägare och jordbrukare samt kommunalman i Värmland och Östergötland. Från 1856 var han bosatt i Brattfors socken i Värmland, 1861–1867 på herrgården Skrukarp i Kristbergs socken, nuvarande Motala kommun, 1867–1875 i Stockholm och därefter åter på Skrukarp där han avled 1903. En dotter, Fredrika Elisabeth Bergstedt (1855–1948), gift med godsägaren Johan Gottlieb var mor till Aftonbladet-journalisten och författaren Björn Gottlieb, som var uppväxt på Hälla gård, inte långt från Skrukarp, i Kristbergs socken.

## Ledamot av första kammaren
Bergstedt invaldes 1866 av Östergötlands läns landsting (som utgjorde Östergötlands läns valkrets) i riksdagens första kammare och var där under den första nioåriga mandatperioden en mycket bemärkt ledamot, som särskilt gjorde sin kraft gällande i undervisningsfrågor och andra kulturfrågor och i konstitutionella spörsmål (som ledamot i konstitutionsutskottet 1868–1875). Han var en ivrig förespråkare för dödsstraffets avskaffande, för friare dissenterlagstiftning och religionsfrihet, för borgerlig vigsel, för folkskolans sekularisering, för gift kvinnas äganderätt, för ändring i tryckfrihetslagen, för en medborgerlig bildning i enlighet med den i våra dagar förberedda skolreformen och för de klassiska språkens inskränkning; han var bestämd motståndare till lantmannapartiet, men också till den adlercreutzsk-bergströmska regeringen (särskilt mot ecklesiastikministern Gunnar Wennerberg).

## Övrig publicistisk verksamhet
Samtidigt med sitt riksdagsmannaskap utövade Bergstedt en ytterst märklig och för sin tid högst betydande publicistisk verksamhet, dels såsom den främste medarbetaren i tidningen Stockholmsposten (1868–1870), vilken han jämte André Oscar Wallenberg utgav och som var ett utpräglat politiskt "intelligensorgan", dels i den förträffliga veckoskriften "Samtiden" (1871–1874), som av honom skrevs nästan ensam, och i vilken han efter engelskt mönster behandlade tidens politiska, vetenskapliga, litterära och ekonomiska frågor med sakkunskap och mångsidigt intresse; denna tidskrift gav en betydande insats i svensk bildning under 1870-talet. Åren 1866–1868 var Bergstedt sysselsatt med att utge sin vän Bernhard Elis Malmströms föreläsningar över svenska vitterhetens historia, ett uppdrag, för vilket han dock saknade vissa förutsättningar och som han knappast utförde med tillräcklig kritik. I kyrkomötena 1868, 1873, 1883 och 1888 var han ledamot för Linköpings stift.
År 1875 bosatte sig Bergstedt åter i Östergötland, och delade sin tid mellan praktiska sysselsättningar och studier.
Han 1851 hedersledamot vid Södermanlands-Nerikes nation i Uppsala, 1871 hedersledamot av Svenska slöjdföreningen och 1872 ledamot av Kungliga Vetenskapsakademien.

### Översättningar
- Sâvitrî, en episod ur den indiska epopéen Mahâ-bhârata. Från sanskrit-texten metriskt öfversatt jemte inledning och anmärkningar. Del 1-5. Upsala, Wahlström & Låstbom.. 1844. Libris 11156631
- Metriska öfversättningar från sanscrit / utgifna af C. Fr. Bergstedt. Upsala: Wahlström & Låstbom. 1845. Libris 890135
- Kālidāsa (1846). Vikrama och Urvasi eller hjelten och nymfen : ett indiskt skådespel / öfversatt och förklaradt af C. F. Bergstedt. Stockholm. Libris 1913537
- Shankara (1849-50). De cognitione animi commentatio Vedantica. E codibus mss sanscriticis Bibi. nat. Paris et Bibi. Bodi. Oxon. edita
- Wiseman, Nicholas Patrick (1853). Religion och vetenskap : tolf föreläsningar om sammanhanget mellan den vetenskapliga forskningen och den christna uppenbarelsen / från engelskan översatta och till en del omarbetade af C. F. Bergstedt. Stockholm: Zacharias Haeggström. Libris 8225269
- Clément, Ambroise (1868). Den politiska ekonomien i sin närvarande utveckling / på svenska utg. med inledning och tillämpning på fäderneslandets förhållanden af C. F. Bergstedt. Stockholm: Norstedt & S. Libris 1580027

### Redaktörskap
- Frey : tidskrift för vetenskap och konst. Upsala. 1841-1850. Libris 829934. https://runeberg.org/frey/
- Tidskrift för litteratur. Upsala. 1851-1852. Libris 487008
- Malmström, Bernhard Elis (1866-1869). Bernhard Elis Malmströms Samlade skrifter. Örebro. Libris 81962
- Samtiden : veckoskrift för politik och litteratur. Stockholm. 1871-1874. Libris 22549925 Fulltext: Göteborgs universitetsbibliotek, Projekt Runeberg.